# Veronika Chvojková
Veronika Chvojková (født 31. marts 1987 i Benešov, Tjekkoslovakiet) er en kvindelig professionel tennisspiller fra Tjekkiet. 
Veronika Chvojková højeste rangering på WTA single rangliste var som nummer 250, hvilket hun opnåede 26. maj 2008. I double er den bedste placering nummer 172, hvilket blev opnået 26. februar 2007. 